# Памятник М. Г. Медведеву (Орёл)
Памятник М. Г. Медведеву — памятник российскому революционеру, большевику, участнику Гражданской войны на Орловщине, командиру Первого Орловского Коммунистического рабочего полка М. Г. Медведеву.

## Описание
Осенью 1919 года при наступлении на Орёл белогвардейцев-деникинцев Медведев был назначен командиром Орловского коммунистического полка. В октябре во время боя он был схвачен деникинцами и 14 октября расстрелян. По другой версии историков-краеведов он погиб на поле боя. С 3-го ноября 1922 года один из заводов города стал носить имя М. Г. Медведева.
Перед зданием заводоуправления 4 ноября 1961 года был установлен памятник Михаилу Георгиевичу. Поясная фигура командира выполнена из красного гранита и установлена на пьедестале с низким цоколем из полированного гранита.